# 니시하다노촌
ㄱ
니시하다노촌(일본어: 西秦野村)은 일본 가나가와현 나카군에 존재했던 촌이다. 현재의 하다노시에 해당한다.
1955년 7월 28일에  아시가라카미군 가미하다노촌과 합병해 나카군 니시하다노정이 되었다.

## 역사
- 1889년 4월 1일 - 정촌제 시행에 의해 오스미군 니시하다노촌이 성립하였다
- 1896년 4월 1일 - 오스미군 유루기군과 합병해 나카군이 되었다.
- 1927년 - 오다큐 전철 오다와라선 시부사와역이 개업하였다.
- 1955년 7월 28일 - 아시가라카미군 가미하타노촌과 합병해 나카군 니시하타노정이 되었다.

## 교통

### 철도
- 오다큐 전철
  - 오다와라선

## 참고 문헌
- 角川日本地名大辞典編纂委員会,『角川日本地名大辞典 神奈川県』1984, 角川書店